# إنيغو دياز دي سيريو
إنيغو دياز دي سيريو (بالإسبانية: Íñigo Díaz de Cerio) (مواليد 15 مايو 1984 في سان سباستيان - إسبانيا) لاعب كرة قدم إسباني يلعب حاليا لصالح نادي الدرجة الأولى أتلتيك بيلباو الإسباني منذ 2009 في مركز المهاجم .

## وصلات خارجية
- إنيغو دياز دي سيريو على موقع قاعدة بيانات كرة القدم.إي يو (الإنجليزية)
- إنيغو دياز دي سيريو على موقع Soccerway.com (الإنجليزية)
- إنيغو دياز دي سيريو على موقع عالم كرة القدم.نت (الإنجليزية)
- إنيغو دياز دي سيريو على موقع AS.com (الإسبانية)